# Milivoje Gugulović
Milivoje Gugulović, né le 10 décembre 1922 et mort le 13 février 2002, est un ancien arbitre yougoslave de football des années 1960 et 1970.

## Carrière
Il a officié dans des compétitions majeures : 
- JO 1968 (2 matchs)
- Coupe de Yougoslavie de football 1968-1969 (finales)
- Coupe de Yougoslavie de football 1969-1970 (finale retour)
- Coupe des clubs champions européens 1972-1973 (finale)